# ليف غروسمان
ليف غروسمان (بالإنجليزية: Lev Grossman)‏ (26 يونيو 1969، ليكسينغتون في الولايات المتحدة)؛ كاتب، صحفي وروائي أمريكي.

## روابط خارجية
- ليف غروسمان على موقع IMDb (الإنجليزية)
- ليف غروسمان على موقع ميوزك برينز (الإنجليزية)